# 계명산 (평안남도)
계명산(桂明山)은 평안남도 온천군과 증산군 사이에 있는 높이 263m의 산이다.

## 같이 보기
- 한국의 산